# Anse Chastanet
Anse Chastanet es una localidad de Santa Lucía que forma parte del distrito de Soufrière.